# 619
| [ Edytuj tabelę ]          |                             |
| Cesarz Bizancjum           | - 610 Herakliusz 641        |
| Cesarz Chin                | - 618 Tang Gaozu 626        |
| Król Essexu                | - 617 Sigeberht I Mały 653  |
| Król Franków               | - 584 Chlotar II 629        |
| Cesarz Japonii             | - 592 Suiko 628             |
| Król Kentu                 | - 616 Eadbald 640           |
| Patriarcha Konstantynopola | - 610 Sergiusz I 638        |
| Władca Korei               | - 618 Yŏngnyu 642           |
| Król Longobardów           | - 616 Adaloald 626          |
| Papież                     | - 619 Bonifacy V 625        |
| Król Persji                | - 590 Chosrow II Parwiz 628 |
| Król Wizygotów             | - 612 Sisebut 621           |

Rok 619 / DCXIX
stulecia: VI wiek ~
VII wiek ~
VIII wiek

lata: 609 «
614 «
615 «
616 «
617 «
618 «
619
» 620
» 621
» 622
» 623
» 624
» 629

## Wydarzenia
- 23 grudnia – Bonifacy V został wybrany na papieża.
- Chan bułgarski Orchan przyjął w Konstantynopolu chrzest i został zaliczony w poczet patrycjuszy.

## Zmarli
- 2 lutego – Wawrzyniec z Canterbury, mnich, arcybiskup Canterbury, święty (ur. ?)